# Christen Andreas Fonnesbech
Christen Andreas Fonnesbech (Copenhague, 7 juillet 1817-Copenhague, 17 mai 1880) est un homme d'État danois, premier ministre en 1874-1875.